# Frank Lloyd
Frank William George Lloyd (2. února 1886, Glasgow – 10. srpna 1960, Santa Monica) byl americký filmový režisér, producent a scenárista skotského původu. Patřil k zakladatelům Academy of Motion Picture Arts and Sciences, v letech 1934-1935 byl jejím prezidentem. Je jediným tvůrcem v historii, kterému byly nominovány na Oscara tři filmy v jedné kategorii - v roce 1929 byl nominován za režii snímků The Divine Lady, Weary River a Drag. Za Divine Lady si sošku odnesl. Druhého Oscara za režii získal roku 1933, za film Cavalcade. Nominován byl ještě roku 1935 za snímek Mutiny on the Bounty, který patří k jeho komerčně nejúspěšnějším.